# Halmstads tingslag
Halmstads tingslag var till 1891 ett tingslag i Hallands län i Hallands södra domsaga. Tingsplatsen var Kvibille.
Tingslaget omfattade Halmstads härad. 
Tingslaget uppgick 1891 i Halmstads och Tönnersjö tingslag.